# Seoul Open
Seoul Open – męski turniej tenisowy wchodzący w skład rozgrywek ATP World Tour, rozgrywany są na kortach twardych w Seulu w latach 1987–1996.

## Mecze finałowe

### gra pojedyncza mężczyzn
| Rok  | Zwycięzca        | Finalista        | Wynik            |
| 1996 | Byron Black      | Martin Damm      | 7:6(3), 6:3      |
| 1995 | Greg Rusedski    | Lars Rehmann     | 6:4, 3:1 krecz   |
| 1994 | Jeremy Bates     | Jörn Renzenbrink | 6:4, 6:7(6), 6:3 |
| 1993 | Chuck Adams      | Todd Woodbridge  | 6:4, 6:4         |
| 1992 | Shūzō Matsuoka   | Todd Woodbridge  | 6:3, 4:6, 7:5    |
| 1991 | Patrick Baur     | Jeff Tarango     | 6:4, 1:6, 7:6(5) |
| 1990 | Alex Antonitsch  | Pat Cash         | 7:6, 6:3         |
| 1989 | Robert Van’t Hof | Brad Drewett     | 7:5, 6:4         |
| 1988 | Dan Goldie       | Andrew Castle    | 6:3, 6:7, 6:0    |
| 1987 | Jim Grabb        | Andre Agassi     | 1:6, 6:4, 6:2    |

### gra podwójna mężczyzn
| Rok  | Zwycięzcy                     | Finaliści                         | Wynik         |
| 1996 | Rick Leach Jonathan Stark     | Kent Kinnear Kevin Ullyett        | 6:4, 6:4      |
| 1995 | Sébastien Lareau Jeff Tarango | Joshua Eagle Andrew Florent       | 6:3, 6:2      |
| 1994 | Stéphane Simian Kenny Thorne  | Kent Kinnear Sébastien Lareau     | 6:4, 3:6, 7:5 |
| 1993 | Jan Apell Peter Nyborg        | Neil Broad Gary Muller            | 5:7, 7:6, 6:2 |
| 1992 | Gary Muller Kevin Curren      | Kelly Evernden Brad Pearce        | 7:6, 6:4      |
| 1991 | Alex Antonitsch Gilad Blum    | Kent Kinnear Sven Salumaa         | 7:6, 6:1      |
| 1990 | Grant Connell Glenn Michibata | Jason Stoltenberg Todd Woodbridge | 7:6, 6:4      |
| 1989 | Scott Davis Paul Wekesa       | John Letts Bruce Man-Son-Hing     | 6:2, 6:4      |
| 1988 | Andrew Castle Roberto Saad    | Gary Donnelly Jim Grabb           | 6:7, 6:4, 7:6 |
| 1987 | Eric Korita Mike Leach        | Jim Grabb Ken Flach               | 6:7, 6:1, 7:5 |